# Slag bij Belmont (Zuid-Afrika)
De Slag bij Belmont vond op 23 november 1899 plaats tijdens de Tweede Boerenoorlog. De Britten onder luitenant-generaal lord Methuen vielen de Afrikaners aan op het Belmont Kopje.
Deze slag vond plaats in aanloop naar de Slag bij de Modderrivier en de Slag bij Magersfontein, waar het Britse offensief vastliep.

## Achtergrond
In de eerste dagen van de Tweede Boerenoorlog sloegen Boerenlegers beleg bij de Britse garnizoenen Kimberley en Ladysmith. Een legerkorps van 40.000 man onder bevel van Generaal Sir Redvers Buller werd naar Zuid-Afrika gestuurd en kwam begin november 1899 aan. Om zowel Kimberley als Ladysmith te kunnen ontlasten verdeelde Buller zijn troepen. Hijzelf leidde een divisie in een opmars naar Ladysmith, terwijl de 1e Infanteriedivisie van generaal Paul Methuen de taak had het Beleg van Kimberley te ontzetten.
Methuen was van plan om van de Oranjerivier langs de Western Railway op te rukken naar Kimberley. De spoorweg was van belang voor de aanvoer van zoetwater (schaars in de regio) en van voorraden, alsook om de burgers uit Kimberley te evacueren, zoals bevolen door Buller. Omdat hij weinig weerstand verwachtte, liet hij geen geheimhouding in acht nemen en liet elke poging achterwege om de Boeren te misleiden over de richting ervan. 
Bij gebrek aan afdoende cavalerie was de Britse troepenmacht niet in staat om effectieve verkenningen uit te voeren; zij waren zich dus niet bewust van de exacte sterkte en samenstelling van het Boerenleger, terwijl deze wel op de hoogte waren van de exacte sterkte en samenstelling van Methuen's leger. Eerdere verkenningen hadden een positie van de Boeren iets ten noorden van het station van Belmont gelokaliseerd, zodat Methuen verwachtte dat de eerste gevechten daar zouden plaatsvinden.

## Gevecht
Na de aankomst van de Naval Brigade met 4,7 inch kanonnen, begon de mars op 21 november. Toen de Britse strijdmacht het Oranjerivier-station verliet, voerden de 9th Lancers en de Rimington's Guides een verkenning uit vanaf Fincham's Farm in het Belmont-gebied, waarbij ze honderden Boeren zagen die een kopje opklommen. Een dag later bereikte Methuen Thomas' Farm, ten zuiden van Belmont, waar zijn voorhoede werd beschoten door de Boeren. Het Boerenvuur hield op nadat Britse artillerie hen begon te beschieten, en de Britse strijdmacht sloeg een bivak op om middernacht, anticiperend op een strijd in de ochtend. Bij gebrek aan gedetailleerde verkenning was Methuen van plan de aanval te richten op de posities van de Boeren die boven en ten oosten van de spoorlijn liepen, parallel aan de spoorlijn. Dit waren de Tafelberg en Gun Hill in het zuiden. Na het veroveren van beide posities, zou de Britse strijdmacht naar het oosten oprukken tegen de andere Boerenlinie die parallel aan de spoorlijn liep, waaronder Sugar Loaf Hill en Razor Back in het zuiden en de hoge top Mount Blanc.

### Strijdkrachten Britten
De Britse 1e Divisie omvatte de Guards Brigade van generaal-majoor Henry Edward Colvile bij het 3e Bataljon Grenadiers, de 1e en 2e Bataljon van de Coldstream Guards en het 1e Bataljon Scots Guards en de 9e Brigade (VK) van generaal-majoor Richard Steele Rupert Fetherstonhaugh, met het 1e Bataljon Northumberland Fusiliers, het 2e Bataljon Northamptonshire Regiment, het 2d Bataljon King's Own Yorkshire Light Infantry (KOYLI), en de helft van het 1e Bataljon Loyal North Lancashire Regiment. De twee brigades telden in totaal 7.750 infanteristen.
De Britse cavalerie telde 850 man onder kolonel Bloomfield Gough en omvatte de 9e Lancers, tweeënhalf compagnieën bereden infanterie, dertig New South Wales Lancers en Rimington's Guides. 
Artillerieondersteuning werd geleverd door de 18e en 75e Batterijen Royal Artillery. Divisietroepen omvatten vier compagnieën van Royal Engineers, naast andere ondersteunende eenheden.

### Strijdkrachten Boeren
De Boerenmacht bij Belmont werd geleid door de Oranje Vrijstaatse commandant Jacobus Prinsloo, die daar op 20 november met 1.500 man was aangekomen om een oorspronkelijke troepenmacht van 500 man onder leiding van T. Van der Merwe te versterken. Nadat Methuen aan de mars was begonnen, plaatste Prinsloo detachementen op de 'kopjes' over de spoorlijn. Prinsloo's strijdmacht werd op de dag van de strijd versterkt door 800 man onder Koos de la Rey.

### Verloop
Lord Methuen had een verrassingsaanval op het Belmont Kopje bedacht, waarbij de troepen om 3 uur 's ochtends vertrokken. De 9th Brigade trok in de richting van de Tafelberg, terwijl de Guards Brigade in de richting van Gun Hill trok. Het plan was dat de Britten de posities van de Boeren zouden flankeren in een poging om zo min mogelijk slachtoffers te maken en een snelle overwinning te behalen. De Guards Brigade bewoog zich echter te ver naar de rechterkant van het front en bevond zich in positie voor een frontale aanval in plaats van een flankerende manoeuvre. De zon kwam op om ongeveer 4 uur 's ochtends op en op dat moment waren de Britten nog steeds op een aanzienlijke afstand van de Boeren. Kort na zonsopgang begonnen de Boeren te vuren op de oprukkende Britten, waarbij de 3rd Grenadiers en de 1st Scots terugvuurden, terwijl de 9th Brigade verder oprukte naar de Tafelberg. Om half 5 opende de Britse artillerie het vuur op Belmont en beschoot de Boeren met granaatscherven.

## Vervolg
Het Britse offensief werd (kalmpjes aan) vervolgd met de Slag bij de Twee Rivieren en de Slag bij Magersfontein, waar het offensief vastliep.
Kraaipan · Kimberley · Talana Hill · Elandslaagte · Ladysmith (Slag) · Ladysmith (Beleg) · Belmont · Graspan · Modderivier · Stormberg · Magersfontein · Colenso · Spionkop · Vaalkrans · Paardeberg · Boven Tugela · Ladysmith (ontzet) · Poplar Grove · Driefontein · Slag bij Sannaspos · Boshof · Mafeking · Doornkop · Fabersput · Diamond Hill · Witpoort · Elandsrivier (1) · Bergendal · Bothaville · Rhenosterkop · Leliefontein · Nooitgedacht · Helvetia · Middelfontein · Hartbeesfontein · Groenkloof · Duivelskloof · Elandsrivier (2) · Bloedrivierpoort · Bakenlaagte · Groenkop · Tweebosch · Hartrivier · Rooiwal